# Corennys caduca
Corennys caduca är en skalbaggsart som beskrevs av Holzschuh 1998. Corennys caduca ingår i släktet Corennys och familjen långhorningar. Inga underarter finns listade i Catalogue of Life.